# Nabu-szarru-usur (naczelny eunuch)
Nabu-szarru-usur (akad.  Nabû-šarru-uṣur, tłum. „O Nabu, strzeż króla!”) – wysoki dostojnik za rządów asyryjskiego króla Aszurbanipala (668-627? p.n.e.), w trzech zachowanych dokumentach noszący tytuł „naczelnego eunucha” (rab ša rēši) i eponima (limmu). Nie wiadomo dokładnie w którym roku sprawować miał on swój eponimat: proponowane daty to 645 r. p.n.e. (M. Falkner), 644 r. p.n.e. (S. Parpola) i 643 r. p.n.e. (J. Reade). Osobę tę identyfikować najprawdopodobniej należy z Nabu-szarru-usurem, „naczelnym eunuchem", który pojawia się w trzech innych dokumentach, datowanych na ok. 660-650 r. p.n.e. Dwa z nich to zapytania do boga Szamasza, a trzeci to królewskie nadanie, w którym Aszurbanipal w nagrodę za wierną służbę obdarowuje go ziemią i ludźmi.